# Antonij Johan ten Cate

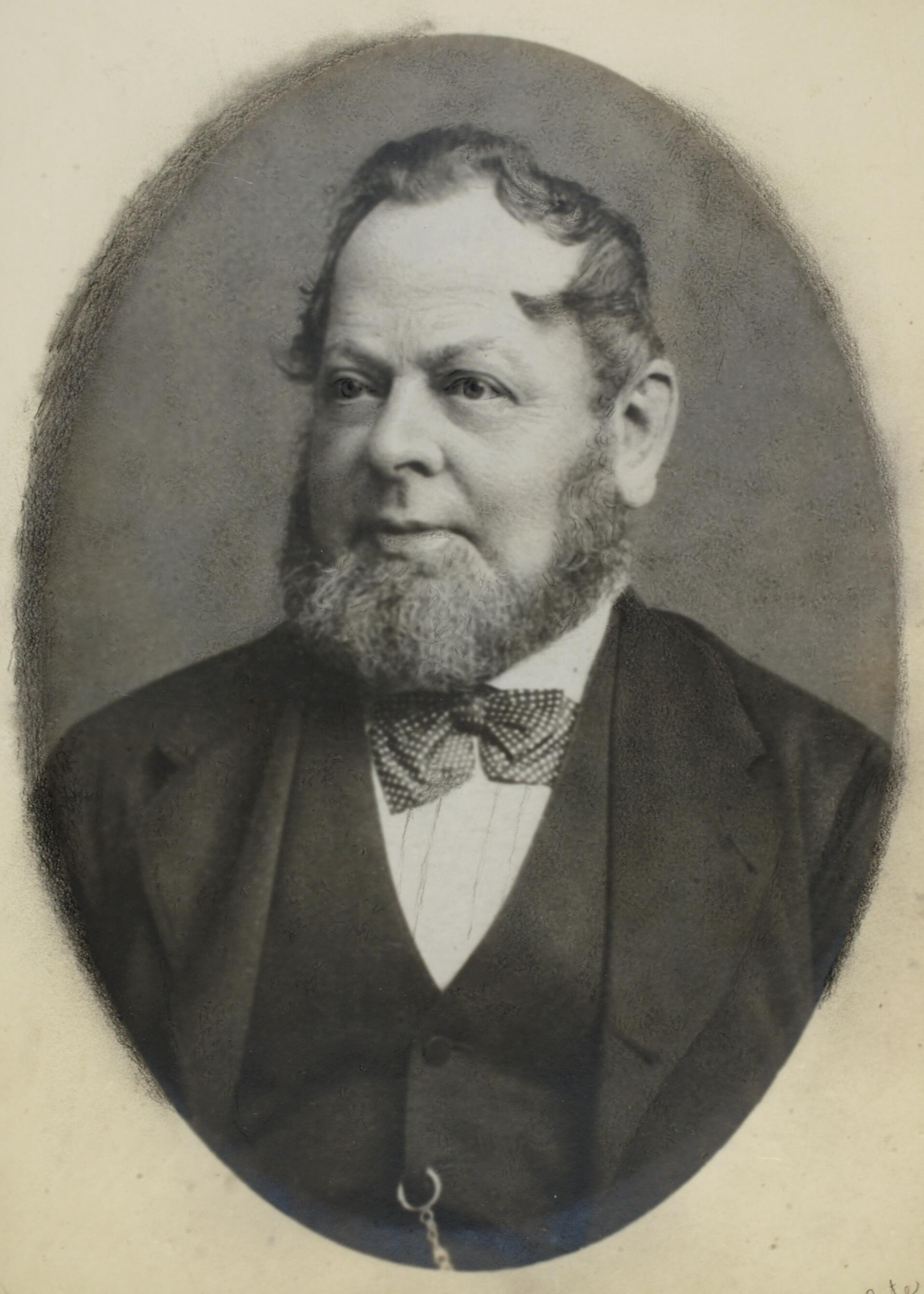
Antonij Johan ten Cate

Antonij Johan ten Cate (Delden, 10 augustus 1822 − aldaar, 17 december 1886) was een Nederlands burgemeester.

## Biografie
Ten Cate was een zoon van Hendrik ten Cate en Maria ter List of Elbert. Hij trouwde in 1871 met Gerharda barones Sloet tot Westerholt (1831-1918), telg uit het oud-adellijke geslacht Sloet, uit welk huwelijk geen kinderen werden geboren. In 1852 werd hij benoemd tot burgemeester van Blokzijl (tot 1859), in 1859 van Stad Vollenhove en Ambt Vollenhove (tot 1885) en in 1885 tot burgemeester van Stad Delden en Ambt Delden. Het laatste ambt bekleedde hij tot zijn overlijden.
A.J. ten Cate overleed in die laatste gemeente in 1886, op 64-jarige leeftijd. Zijn weduwe overleefde hem meer dan dertig jaar.